# マリンチェ

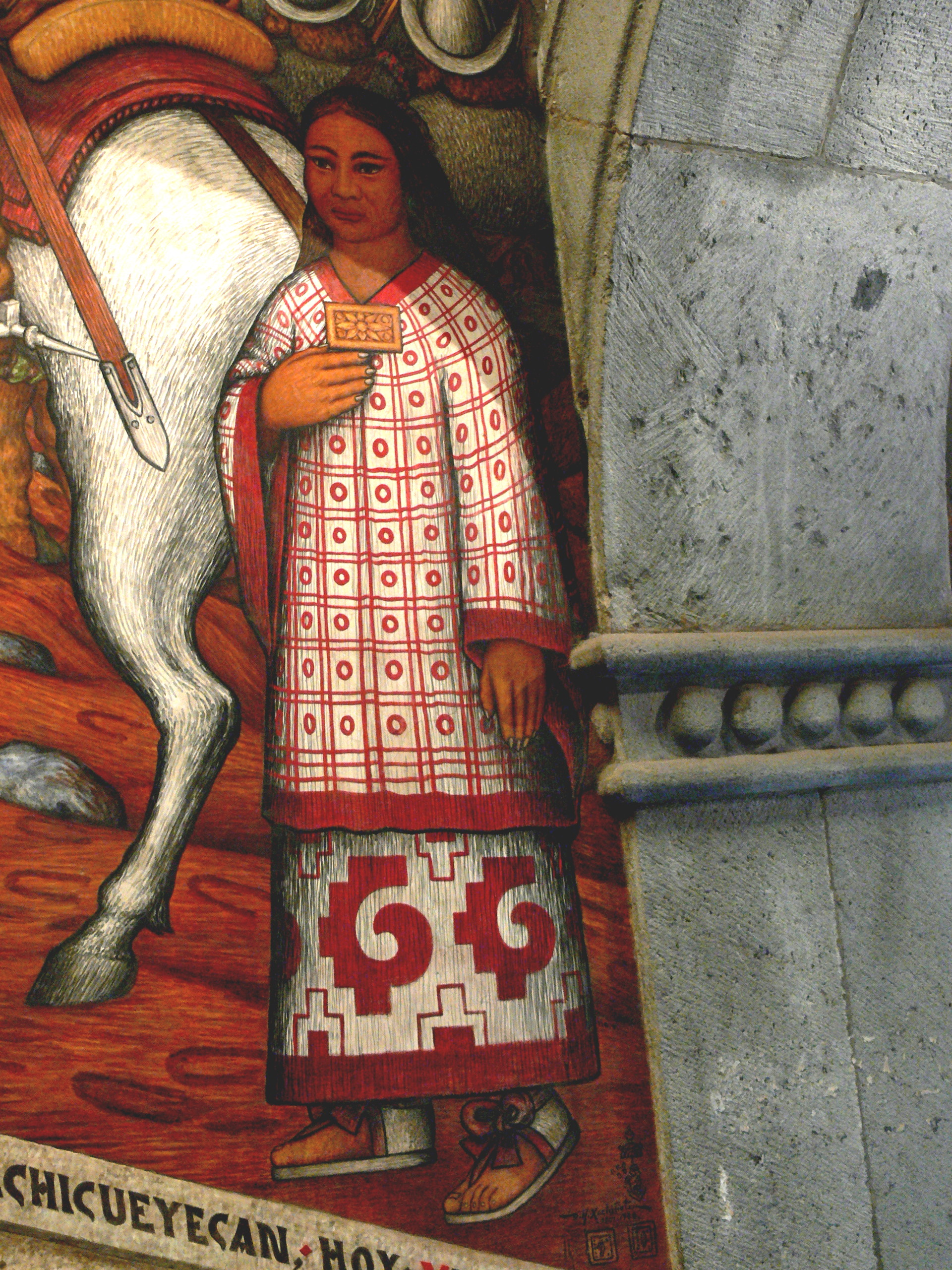
マリンチェ

マリンチェ（La Malinche、1502年頃 - 1527年。没年を1529年とする資料もある）は、スペインのアステカ征服に際しスペイン側に協力したコラボレーターの代表的女性。

## 生涯
マリンチェはパイナラ（西: Painala）の首長の家に生まれたが、父親が亡くなり、母親が再婚すると邪魔者扱いされてタバスコ州の村に奴隷として売られた。この境遇により母語のナワトル語だけでなく、移り住んだ土地のマヤ語双方に通じた。
彼女は、Batalla de Centlaの敗戦で、タバスコの首長Tabscoobよりエルナン・コルテスに献上された後、奴隷としてキリスト教の洗礼を受けスペイン人達と生活をともにするうちにスペイン語も習得し、通訳として彼のために働き、スペインによるアステカ帝国の征服に多大な貢献をした。ベルナル・ディアス・デル・カスティリョは彼女をわれわれの舌と呼んだ。
アステカ滅亡後、マリンチェはコルテスの子マルティン・コルテスを産んだが、コルテスの回想録では通訳とのみ記しているだけで、後にコルテスの部下でイダルゴのJuan Jaramilloと結婚させられた。コルテス家の跡を継いだ同姓同名の弟マルティン・コルテスはコルテスの後妻（西: Juana de Zúñiga）の子であり、マリンチェの産んだ子ではない。

## 評価

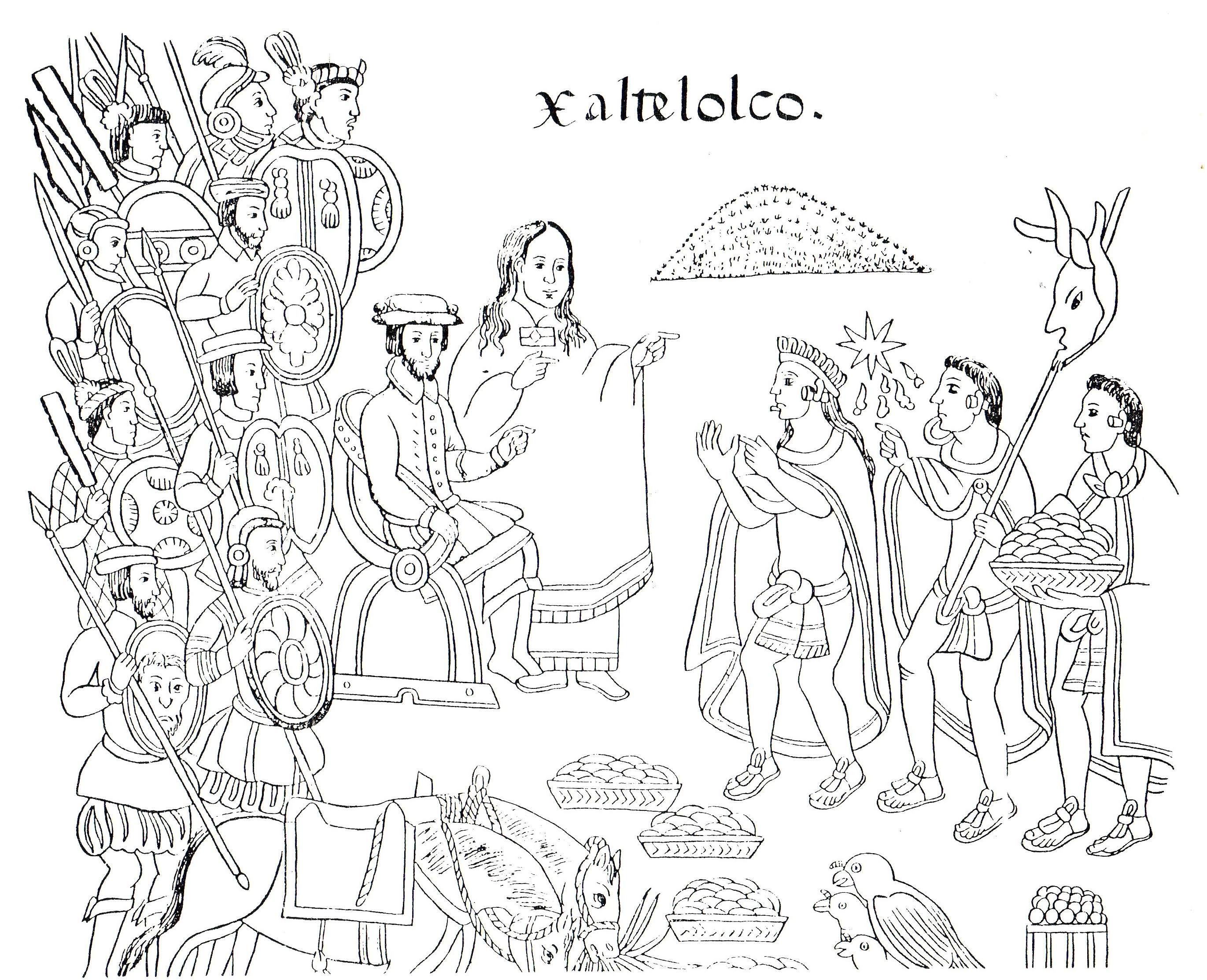
椅子に座っているコルテスの傍らに立つマリンチェ（トラスカラの古写本より）

メキシコがスペインから独立した際に、アステカ最後の王であるクアウテモックが英雄視されたのと対照的に、彼女は裏切り者の代名詞とされた。
近年のメキシコでは、フェミニズムの観点から彼女に同情的な意見も見られるようになっている。また未来を生む象徴と見る向きもある。
ベラクルス州の町には彼女の像が建っている。

## 関連書籍
- 飯島正『メキシコのマリンチェ』（晶文社 1990年）
- 霜鳥慶邦「女神になったマリンチェ―『羽鱗の蛇』とアステカの記憶」（『英文学研究』84号、2007年）